# Айпері Медет-кизи
Айпері Медет-кизи (кирг. Айпери Медет кызы; нар. 30 березня 1999) — киргизстанська борчиня вільного стилю, срібна та бронзова призерка чемпіонату світу, триразова чемпіонка та триразова срібна призерка чемпіонатів Азії, чемпіонка та дворазова бронзова призерка Азійських ігор, бронзова призерка Кубків світу, чемпіонка та бронзова призерка Ігор ісламської солідарності, учасниця двох Олімпійських ігор.

## Життєпис
Боротьбою почала займатися з 2013 року. Багато разів займала призові місця на чемпіонатах світу та Азії у молодших вікових групах. У тому числі ставала чемпіонкою світу серед юніорів та молоді, а також чемпіонкою Азії серед кадетів, юніорів та молоді.
У квітні 2021 року на олімпійському кваліфікаційному турнірі в Алмати посіла перше місце, здобувши ліцензію на літні Олімпійські ігри в Токіо.
На Олімпіаді Айпері Медет-кизи виграла у першому раунді у представниці Казахстану Ельміри Сиздикової з рахунком 8:1 та у чвертьфіналі у представниці Олімпійського комітету Росії. Однак у півфіналі мінімально поступилася з рахунком 2:3 представниці США Аделіні Грей. У сутичці за бронзову нагороду поступилася представниці Туреччини Ясемін Адар, посівши в результаті п'яте місце.
Виступає за борцівський клуб ДОП Бішкек. Тренер — Нурбек Ізабеков (з 2013).

## Спортивні результати на міжнародних змаганнях

### Виступи на Олімпіадах
| Змагання                    | Збірна     | Вагова категорія          | Місце |
| --------------------------- | ---------- | ------------------------- | ----- |
| Літні Олімпійські ігри 2020 | Киргизстан | жіноча боротьба, до 76 кг | 5     |
| Літні Олімпійські ігри 2024 | Киргизстан | жіноча боротьба, до 76 кг | 5     |

### Виступи на Чемпіонатах світу
| Змагання                        | Збірна     | Вагова категорія          | Місце  |
| ------------------------------- | ---------- | ------------------------- | ------ |
| Чемпіонат світу з боротьби 2017 | Киргизстан | жіноча боротьба, до 75 кг | 10     |
| Чемпіонат світу з боротьби 2018 | Киргизстан | жіноча боротьба, до 76 кг | 16     |
| Чемпіонат світу з боротьби 2019 | Киргизстан | жіноча боротьба, до 76 кг | 15     |
| Чемпіонат світу з боротьби 2021 | Киргизстан | жіноча боротьба, до 76 кг | Бронза |
| Чемпіонат світу з боротьби 2022 | Киргизстан | жіноча боротьба, до 76 кг | 17     |
| Чемпіонат світу з боротьби 2023 | Киргизстан | жіноча боротьба, до 76 кг | Срібло |

### Виступи на Чемпіонатах Азії
| Змагання                       | Збірна     | Вагова категорія          | Місце  |
| ------------------------------ | ---------- | ------------------------- | ------ |
| Чемпіонат Азії з боротьби 2018 | Киргизстан | жіноча боротьба, до 76 кг | 5      |
| Чемпіонат Азії з боротьби 2019 | Киргизстан | жіноча боротьба, до 76 кг | 5      |
| Чемпіонат Азії з боротьби 2020 | Киргизстан | жіноча боротьба, до 76 кг | Срібло |
| Чемпіонат Азії з боротьби 2021 | Киргизстан | жіноча боротьба, до 76 кг | Срібло |
| Чемпіонат Азії з боротьби 2022 | Киргизстан | жіноча боротьба, до 76 кг | Золото |
| Чемпіонат Азії з боротьби 2023 | Киргизстан | жіноча боротьба, до 76 кг | Срібло |
| Чемпіонат Азії з боротьби 2024 | Киргизстан | жіноча боротьба, до 76 кг | Золото |
| Чемпіонат Азії з боротьби 2025 | Киргизстан | жіноча боротьба, до 76 кг | Золото |

### Виступи на Азійських іграх
| Змагання                        | Збірна     | Вагова категорія          | Місце  |
| ------------------------------- | ---------- | ------------------------- | ------ |
| Азійські ігри в приміщенні 2017 | Киргизстан | жіноча боротьба, до 75 кг | Бронза |
| Азійські ігри 2018              | Киргизстан | жіноча боротьба, до 76 кг | Бронза |
| Азійські ігри 2022              | Киргизстан | жіноча боротьба, до 76 кг | Золото |

### Виступи на Кубках світу
| Змагання                    | Збірна     | Вагова категорія          | Місце  |
| --------------------------- | ---------- | ------------------------- | ------ |
| Кубок світу з боротьби 2020 | Киргизстан | жіноча боротьба, до 76 кг | Бронза |

### Виступи на Іграх ісламської солідарності
| Змагання                          | Збірна     | Вагова категорія          | Місце  |
| --------------------------------- | ---------- | ------------------------- | ------ |
| Ігри ісламської солідарності 2017 | Киргизстан | жіноча боротьба, до 75 кг | Бронза |
| Ігри ісламської солідарності 2022 | Киргизстан | жіноча боротьба, до 76 кг | Золото |

### Виступи на інших змаганнях
| Змагання                                                     | Збірна     | Вагова категорія          | Місце  |
| ------------------------------------------------------------ | ---------- | ------------------------- | ------ |
| Гран-прі Іспанії з боротьби 2015                             | Киргизстан | жіноча боротьба, до 69 кг | 16     |
| Відкритий чемпіонат Польщі з боротьби 2016                   | Киргизстан | жіноча боротьба, до 75 кг | 8      |
| Гран-прі «Іван Яригін» 2017                                  | Киргизстан | жіноча боротьба, до 75 кг | 5      |
| Klippan Lady Open 2017                                       | Киргизстан | жіноча боротьба, до 75 кг | 5      |
| Відкритий чемпіонат Польщі з боротьби 2017                   | Киргизстан | жіноча боротьба, до 75 кг | 5      |
| Гран-прі «Іван Яригін» 2018                                  | Киргизстан | жіноча боротьба, до 76 кг | 13     |
| Henri Deglane Challenge 2019                                 | Киргизстан | жіноча боротьба, до 76 кг | Срібло |
| Турнір Дана Колова — Николи Петрова 2019                     | Киргизстан | жіноча боротьба, до 76 кг | 13     |
| Турнір міста Сассарі з боротьби 2019                         | Киргизстан | жіноча боротьба, до 76 кг | 14     |
| Турнір Яшара Догу 2020                                       | Киргизстан | жіноча боротьба, до 76 кг | Бронза |
| Меморіал Маттео Пелліконе 2020                               | Киргизстан | жіноча боротьба, до 76 кг | 15     |
| Київський Міжнародний турнір з боротьби 2021                 | Киргизстан | жіноча боротьба, до 76 кг | Срібло |
| Олімпійський кваліфікаційний турнір з боротьби 2020 (Алмати) | Киргизстан | жіноча боротьба, до 76 кг | Золото |
| Відкритий чемпіонат Польщі з боротьби 2021                   | Киргизстан | жіноча боротьба, до 76 кг | 5      |
| Турнір Яшара Догу 2022                                       | Киргизстан | жіноча боротьба, до 76 кг | Золото |
| Меморіал Болата Турлиханова 2022                             | Киргизстан | жіноча боротьба, до 76 кг | Золото |
| Відкритий чемпіонат Загреба з боротьби 2023                  | Киргизстан | жіноча боротьба, до 76 кг | Срібло |
| Турнір Ібрагіма Мустафи 2023                                 | Киргизстан | жіноча боротьба, до 76 кг | Бронза |
| Турнір К. У. Кожомкула і Р. Санатбаєва 2023                  | Киргизстан | жіноча боротьба, до 76 кг | Золото |
| Відкритий чемпіонат Загреба з боротьби 2024                  | Киргизстан | жіноча боротьба, до 76 кг | Золото |
| Турнір Дана Колова — Николи Петрова 2024                     | Киргизстан | жіноча боротьба, до 76 кг | Золото |

### Виступи на змаганнях молодших вікових груп
| Змагання                                      | Збірна     | Вагова категорія          | Місце  |
| --------------------------------------------- | ---------- | ------------------------- | ------ |
| Чемпіонат світу з боротьби серед кадетів 2014 | Киргизстан | жіноча боротьба, до 52 кг | 18     |
| Чемпіонат Азії з боротьби серед кадетів 2015  | Киргизстан | жіноча боротьба, до 65 кг | Срібло |
| Чемпіонат Азії з боротьби серед кадетів 2016  | Киргизстан | жіноча боротьба, до 70 кг | Золото |
| Чемпіонат світу з боротьби серед кадетів 2016 | Киргизстан | жіноча боротьба, до 70 кг | Срібло |
| Чемпіонат світу з боротьби серед юніорів 2017 | Киргизстан | жіноча боротьба, до 72 кг | Золото |
| Чемпіонат Азії з боротьби серед юніорів 2018  | Киргизстан | жіноча боротьба, до 76 кг | Золото |
| Чемпіонат світу з боротьби серед молоді 2019  | Киргизстан | жіноча боротьба, до 76 кг | Бронза |
| Чемпіонат світу з боротьби серед молоді 2021  | Киргизстан | жіноча боротьба, до 76 кг | Золото |
| Чемпіонат Азії з боротьби серед молоді 2022   | Киргизстан | жіноча боротьба, до 76 кг | Золото |